# Tornio

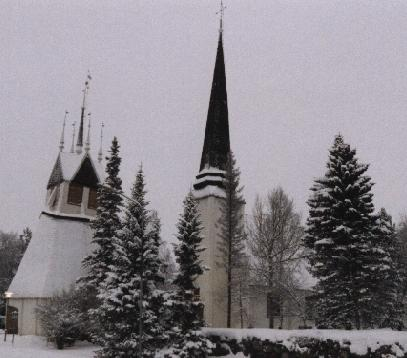
Església de Torno

Tornio (nom oficial en finès: Tornion kaupunki; en sami del nord:Duortnus; en suec:Torneå) és un municipi de Finlàndia a Lapònia. Ocupa una superfície de 1.348,55 km² dels quals 161.59 km² són d'aigua. Té 22.525 habitants (31 de gener de 2014). Fa frontera amb el municipi de Suècia anomenat Haparanda

## Història
El delta del riu Torne va estar habitat des del final de la darrera era glacial i actualment compta amb 16 assentaments (boplatsvallar) similars als trobats a Vuollerim (cap a 6000–5000 aC). No és correcta la teoria que la zona estava deshabitada i va ser colonitzada en l'època dels vikings.
La part de dalt de l'església de Tornio va ser un dels punts usats per de Maupertuis en els seus mesuraments. Aquesta esglesia va ser construïda el 1686 per Matti Joosepinpoika Härmä.
Fins al final del segle xix, els habitants dels voltants parlaven finès i sami de Kemi, mentre que a la ciutat mateixa predominava l'idioma suec.
El nom de 'Tornio' és una paraula de l'antic finès i significa llança de guerra: la ciutat rep aquest nom pel riu Tornio. En suec es diu Torneå per Torne å, un altre nom del riu.
La ciutat va ser fundada a l'illa de Suensaari (1621) Durant molts anys només tenia 500 habitants.
Durant el segle xviii va ser visitada per diverses expedicions cap a l'Àrtic. La més notable va ser la d'un membre de l'Académie française, Pierre Louis Moreau de Maupertuis, qui hi va mesurar l'arc de meridià.
Després de la independència de Finlàndia el 1917 Tornio va perdre la guarnició militar de l'època russa i va entrar en declivi. Durant la guerra de Lapònia, aquesta ciutat va ser escenari de forts combats però es va salvar de ser incendiada pels alemanys.
Després de la Segona Guerra Mundial a Tprnio es va instal·lar la popular fàbrica de cerveses Lapin Kulta (literalment: l'or de Lapònia) i el molí d'acer inoxidable Outokumpu. També hi ha turisme atret per ser una frontera. La ciutat és el centre educatiu de la Lapònia occidental i compta amb la universitat Kemi-Tornio.